# Nyctosaurus
Nyctosaurus je bio rod pterosaura pterodaktiloida čiji su ostaci pronađeni u formaciji Niobrara u središnjem dijelu zapadnog SAD-a, koje je, tijekom kasnog perioda krede, bilo prekriveno velikim, plitkim morem. Rodu Nyctosaurus priključivale su se mnogobrojne vrste, ali bi za utvrđivanje toga koje su od njih validne zahtijevalo daljnje istraživanje. Barem je jedna vrsta imala izuzetno dugu kranijalnu krestu, koja je sličila na rogove.

## Opis
Nyctosaurus je anatomski bio sličan svom bliskom srodniku, Pteranodonu, koji je živio u isto vrijeme kao i on. Imao je relativno duga krila, koja su oblikom podsjećala na krila današnjih morskih ptica. Međutim, bio je manji od Pteranodona, s rasponom krila odraslih jedinki od 2 metra i maksimalnom težinom od oko 1,86 kg. Sveukupna duljina tijela iznosila je 37 cm. Kod nekih primjeraka očuvala se i karakteristična kresta, koja je kod dobno starijih jedinki bila visoka barem 55 cm, što je bilo relativno divovsko u usporedbi s ostatkom tijela, a naročito glavom, koja je bila triput manja. Kresta se sastojala od dva duga, užlijebljena šiljka, koji su iz zajedničke osnove stršili prema gore i natrag. Bili su gotovo jednake dužine, a oba su bili skoro jednako dugi ili čak i duži od ostatka tijela. Šiljak koji je stršio prema gore imao je dužinu od 42 cm, a onaj koji je stršio prema nazad barem 32 cm.
Čeljusti Nyctosaurusa bile su duge i izrazito šiljaste. Vrhovi čeljusti bili su dugi i oštri kao igle, a kod fosiliziranih primjeraka su često odlomljeni, dajući utisak da je jedna čeljust bila dulja od druge, iako su u stvarnosti najvjerojatnije bile iste dužine.
Nyctosaurus je jedini pterosaur koji je izgubio svoje "prste" s kandžama, s izuzetkom krilnog prsta (kod kojeg je, međutim, nedostajala četvrta falanga), što mu je vjerojatno otežavalo kretanje na kopnu. To je navelo znanstvenike na zaključak da je provodio gotovo svo vrijeme u letu i rijetko sletao. Neposjedovanje kandži Nyctosaurusu bi sasvim onemogućilo penjanje po stijenama i drveću.

## Biologija

### Odrastanje
Nyctosaurus, kao i njegov srodnik Pteranodon, rastao je vrlo brzo nakon izlijeganja. Potpuno odrasli primjerci nisu veći od nekih adolescentnih primjeraka kao što je P 25026 (na slici lijevo), što ukazuje na to da je Nyctosaurus nakon izlijeganja dosezao punu veličinu (s rasponom krila od 2 m ili više) u manje od godinu dana. Neki neodrasli primjerci očuvani su s lubanjama u gotovo savršenom stanju, te ne posjeduju nikakvu krestu na glavi, što znači da se karakteristična velika kresta počinjala razvijati tek nakon prve godine života. Moguće je da je nastavljala rasti i postajati složenija kako je životinja starila, iako ni jedno istraživanje nije odredilo starosno doba potpuno odraslih primjeraka s velikim krestama. U vrijeme svoje smrti, te su jedinke možda bile stare 5 ili čak 10 godina.

### Funkcija kreste
Pronađeno je samo pet relativno potpunih lubanja roda Nyctosaurus. Od njih je jedna pripadala mladoj jedinci i ne posjeduje krestu (primjerak FMNH P 25026), a dvije su starije i pokazuju znake da su imale krestu, ali su previše zdrobljene da bi se to moglo za sigurno reći (FHSM 2148 i CM 11422). Međutim, dva primjerka (KJ1 i KJ2) opisana 2003. godine očuvana su s ogromnom krestom s dva šiljka.
Nekolicina je znanstvenika isprva pretpostavljla da je kresta, koja podjeća na rogove, podržavala jedro, koje je služilo za veću stabilnost pri letu. Iako ne postoje fosilni dokazi za takvo jedro, istraživanja su pokazala da bi membrana povezana s koštanom krestom pružala aerodinamičke prednosti. Međutim, u stvarnom opisu fosila, paleontolog Christopher Bennett se zalagao protiv mogućnosti postojanja membrane ili ekstenzije mekog tkiva na kresti. Bennett je naveo da su rubovi oba šiljka bili glatki i zaobljeni, te da nisu pokazivali tragove bilo kakvih točaka spajanja mekog tkiva. Također je usporedio Nyctosaurusa s tapejaridima s velikim krestama, kod kojih su očuvane ekstenzije mekog tkiva, koje su šiljci podržavali; mjesta spajanja tog tkiva s krestom kod tih su vrsta očita, jer su na prijelazu s kosti na meko tkivo postojala nazubljenja. Bennett je zaključio da je kresta najvjerojatnije služila isključivo za pokazivanje, za usporedbu navevši slične strukture kod današnjih životinja. Prilikom istraživanja iz 2009. godine, u kojem su Xing i kolege testirali aerodinamiku divovske kreste s jedrom, također je testirana aerodinamika iste kreste bez jedra, te se pokazalo da ona nije imala neke značajne nedostatke, što znači da ogromna kresta ne bi smetala tim životinjama tijekom leta. Mnogo je vjerojatnije da je kresta imala ulogu u pokazivanju, te da su aerodinamički učinci imali sekundarnu ulogu. Bennett je također tvrdio da kresta vjerojatno nije bila osobina po kojoj su se spolovi razlikovali (seksualni dimorfizam), već da su je, kao što je slučaj s većinom pterosaura s krestama, uključujući i srodnog Pteranodona, posjedovala oba spola, kod kojih su one imale različit oblik i veličinu. Primjerci roda Nyctosaurus bez kresti najvjerojatnije su potekli od neodraslih jedinki.
Funkcija tako velike kreste kao što je Nyctosaurusova još je uvijek velika misterija. Teoretizira se da je jedro na njoj moglo upregnuti dinamične vjetrove i dodati snagu pri letu. Pri kontaktu s vodom, dijelovi koji bi dodirivali vodu služili bi kao kobilica čamca, pružajući bolju kontrolu nad smjerom letenja. Gubitak 1., 2. i 3. prsta također je dodatno povećavao aerodinamičnost krila.

### Opterećenje krila i brzina
Sankar Chatterjee i R.J. Templin su koristili procjene zasnovane na potpunim primjercima Nyctosaurusa kako bi utvrdili težinu i sveukupnu površinu krila, te izračunali ukupno opterećenje krila. Također su na temelju procijenjenog mišičja utvrdili jačinu njegovog leta. Tim su računicama procijenili brzinu krstarenja vrste Nyctosaurus gracilis na 9,6 metara u sekundi (34,5 kilometara na sat).

## Ekologija
Svi poznati fosili Nyctosaurusa potječu iz kredskih stijena Smokey Hillsa u Kansasu, koje su dio formacije Niobrara. Preciznije, mogu se naći samo u uskoj zoni karakterističnoj po brojnosti fosila amonita vrste Spinaptychus sternbergi. Te naslage vapnenca nastale su tijekom morske regresije Zapadnog unutarnjeg morskog prolaza, koja je trajala od prije 85 do 84,5 milijuna godina. Iz toga se da zaključiti da je Nyctosaurus bio relativno kratkovječna vrsta, za razliku od svog srodnika, Pteranodona, koji se može pronaći u gotovo svim slojevima formacije Niobrara i u formaciji Pierre Shale, koja ju prekriva, što znači da je živio između 88 i 80,5 milijuna godina.
Ekosustav očuvan u toj zoni bio je jedinstven po brojnosti vrsta kralježnjaka. Nyctosaurus je dijelio nebo s pticom Ichthyornis i vrstom Pteranodon longiceps, iako je druga vrsta roda Pteranodon iz Niobrare, P. sternbergi, do tada već bila nestala u fosilnim zapisima. U vodama Zapadnog unutarnjeg morskog prolaza plivali su mosasauri (Clidastes, Ectenosaurus i Tylosaurus), ptica neletačica Parahesperornis, te razne ribe, uključujući i Protosphyraena, koja je sličila na sabljarku, grabežljivog Xiphactinusa i morskog psa Cretolamnu.

## Otkriće i vrste
Prve fosile Nyctosaurusa opisao je Othniel Charles Marsh 1876. godine na temelju fragmentiranih ostataka, odnosno holotipa YPM 1178 iz nalazišta Smoky Hill River u Kansasu. Marsh je taj primjerak priključio vrsti svog novog roda Pteranodon, kao Pteranodon gracilis. Kasnije te iste godine Marsh ga je reklasificirao u vlastiti rod, koji je nazvao Nyctosaurus, što znači "noćni gušter" ili "gušter-šišmiš", jer mu je struktura krila bila dosta slična onoj kod šišmiša. Marsh je 1881. neispravno pretpostavio da je taj naziv već bio zauzet, te ga je promijenio u Nyctodactylus, što ga čini mlađim sinonimom. Samuel Wendell Williston je 1902. opisao najpotpuniji tada poznati skelet (P 25026), kojeg je H. T. Martin otkrio 1901. godine. Williston je 1903. dao naziv još jednoj vrsti, N. leptodactylus, ali se ona danas smatra identičnom vrsti N. gracilis.
Llewellyn Ivor Price je 1953. nepotpunoj ramenoj kosti, DGM 238-R, pronađenoj u Brazilu, dao naziv N. lamegoi; naziv vrste dat joj je u čast geologa Alberta Ribeira Lamega. Ta vrsta ima procijenjeni raspon krila od četiri metra; danas se većinom smatra drukčijim oblikom od Nyctosaurusa, ali još uvijek nije premještena u zaseban rod.
George Fryer Sternberg je 1962. otkrio novi kostur, FHSM VP-2148, koji je 1972. dobio naziv N. bonneri; danas se većinom smatra identičnom vrsti N. gracilis.
Gregory Brown je 1978. sastavio najpotpuniji poznati kostur roda Nyctosaurus, UNSM 93000.[nedostaje izvor]
Robert Milton Schoch je 1984. preimenovao Pteranodon nanus (Marsh 1881.), "patuljka", u Nyctosaurus nanus. Ispitivanje validnosti te vrste još uvijek je u tijeku.
Kenneth Jenkins je tokom ranih 2000-ih prikupio dva primjerka Nyctosaurusa, koji su bili prvi kod kojih se definitivno moglo vidjeti ne samo da je ta vrsta imala krestu, već i da je ona kod odraslih primjeraka bila veoma velika i složena. Te je primjerke kupio privatni kolekcionar u Austinu, Texas. Unatoč tome što su bili u privatnim rukama, a ne u muzejskoj kolekciji, paleontolog Chris Bennett je bio u stanju istražiti ih i dati im oznake KJ1 i KJ2 (za Kenneth Jenkins). Bennett je objavio opis tih primjeraka 2003. godine. Osim po neobičnim krestama, uopće se nisu razlikovali od prethodnih primjeraka Nyctosaurusa. Međutim, tadašnje vrste, koje još nisu bile imenovane, bile su izuzetno slične Bennetovim primjercima, te ih je on odbio priključiti bilo kojoj od njih, ostavivši to za daljnja istraživanja razlika (ili nedostatka istih) među vrstama roda Nyctosaurus.

## Vanjske poveznice
- Nyctosauridae (ispod)  Arhivirana inačica izvorne stranice od 22. ožujka 2007. (Wayback Machine) u The Pterosaur Database-u, pristupljeno 10. svibnja 2014.